# 오기카와촌
오기카와촌(荻川村)은 니가타현 나카칸바라군에 있던 촌이다. 1939년 11월 1일의 합병에 의해서 소멸해, 현재는 니가타시 아키하구의 일부가 되어 있다.
이하의 기술은 합병 직전 당시의 옛 오기카와촌에 관한 기술이며, 현재는 명칭 등이 다른 경우가 있다. 덧붙여 여기에 기술되지 않은 내용에 관해서는 니가타시등의 기사를 참조.

## 역사
- 1889년 4월 1일 - 정촌제 시행에 의해 나카칸바라군 오기카와촌이 성립하였다.
- 1939년 11월 1일 - 나카칸바라군 니쓰정에 편입되어 소멸하였다.

## 교통

### 철도
- 일본국유철도 (현 동일본 여객철도)
  - 신에쓰 본선

## 참고문헌
- 「角川日本地名大辞典」編纂委員会『角川日本地名大辞典 15 新潟県』角川書店、1989年10月8日。ISBN 4-04-001150-3。
- 地名情報資料室 編 著、楠原佑介 責任編集 編『市町村名変遷辞典』東京堂出版、1990年9月。ISBN 4490102801。